# Decorator
Der Decorator (auch Dekorierer) ist ein Entwurfsmuster aus dem Bereich der Softwareentwicklung, das zur Kategorie der Strukturmuster (engl. structural patterns) gehört. Das Muster ist eine flexible Alternative zur Unterklassenbildung, um eine Klasse um zusätzliche Funktionalitäten zu erweitern. Es ist ein Entwurfsmuster der sogenannten GoF-Muster.

## Verwendung
Die Instanz eines Dekorierers wird vor die zu dekorierende Klasse geschaltet. Der Dekorierer hat die gleiche Schnittstelle wie die zu dekorierende Klasse. Aufrufe an den Dekorierer werden dann verändert oder unverändert weitergeleitet (Delegation), oder sie werden komplett in Eigenregie verarbeitet. Der Dekorierer ist dabei „unsichtbar“, da der Aufrufende gar nicht mitbekommt, dass ein Dekorierer vorgeschaltet ist.
In einer alternativen Variante kann der Dekorierer als eine Strategie eingebunden und explizit aufgerufen werden.

### Akteure
Die abstrakte Komponente definiert die öffentliche Schnittstelle für die zu dekorierenden Objekte. Die konkrete Komponente definiert Objekte, die dekoriert werden können.
Der abstrakte Dekorierer hält eine Referenz auf die abstrakte Komponente und bietet dieselbe Schnittstelle wie die abstrakte Komponente. Der konkrete Dekorierer definiert und implementiert eine oder mehrere spezielle Dekorationen.

### Vor- und Nachteile
Die Vorteile bestehen darin, dass mehrere Dekorierer hintereinandergeschaltet werden können; die Dekorierer können zur Laufzeit und sogar nach der Instanziierung ausgetauscht werden. Die zu dekorierende Klasse ist nicht unbedingt festgelegt (wohl aber deren Schnittstelle). Zudem können lange und unübersichtliche Vererbungshierarchien vermieden werden.
Das Muster hat eine Gefahr: Da eine dekorierte Komponente nicht identisch mit der Komponente selbst ist (als Objekt), muss man beim Testen auf Objekt-Identität vorsichtig sein. (Ein Vergleich kann falsch ausgehen, obwohl dieselbe Komponente gemeint ist.) Zudem müssen bei der Verwendung von dekorierten Komponenten die Nachrichten vom Dekorierer an das dekorierte Objekt weitergeleitet werden.

## Beispiele

### C++
Diese C++14 Implementierung basiert auf der vor C++98 Implementierung im Buch Entwurfsmuster.
```
#include
 
<iostream>

#include
 
<memory>

class
 
VisuelleKomponente
 
{

public
:

    
virtual
 
void
 
zeichne
()
 
=
 
0
;

    
virtual
 
~
VisuelleKomponente
()
 
=
 
default
;

};

class
 
TextAnzeige
 
:
 
public
 
VisuelleKomponente
 
{

public
:

    
void
 
zeichne
()
 
override
 
{

        
std
::
cout
 
<<
 
"[Text] "
;

    
}

};

class
 
Dekorierer
 
:
 
public
 
VisuelleKomponente
 
{

protected
:

    
std
::
shared_ptr
<
VisuelleKomponente
>
 
komponente
;

public
:

    
Dekorierer
(
std
::
shared_ptr
<
VisuelleKomponente
>
 
c
)
 
:
 
komponente
(
c
)
 
{}

    
void
 
zeichne
()
 
override
 
{

        
komponente
->
zeichne
();

    
}

};

class
 
RahmenDekorierer
 
:
 
public
 
Dekorierer
 
{

    
int
 
rahmenBreite
;

public
:

    
RahmenDekorierer
(
std
::
shared_ptr
<
VisuelleKomponente
>
 
c
,
 
int
 
b
)

        
:
 
Dekorierer
(
c
),
 
rahmenBreite
(
b
)
 
{}

    
void
 
zeichne
()
 
override
 
{

        
Dekorierer
::
zeichne
();

        
std
::
cout
 
<<
 
"(Rahmen "
 
<<
 
rahmenBreite
 
<<
 
") "
;

    
}

};

class
 
Fenster
 
{

    
std
::
shared_ptr
<
VisuelleKomponente
>
 
inhalt
;

public
:

    
void
 
setInhalt
(
std
::
shared_ptr
<
VisuelleKomponente
>
 
c
)
 
{

        
inhalt
 
=
 
c
;

    
}

    
void
 
zeichne
()
 
{

        
if
(
inhalt
)
 
inhalt
->
zeichne
();

        
std
::
cout
 
<<
 
std
::
endl
;

    
}

};

int
 
main
()
 
{

    
auto
 
fenster
 
=
 
std
::
make_unique
<
Fenster
>
();

    
auto
 
text
 
=
 
std
::
make_shared
<
TextAnzeige
>
();

    
fenster
->
setInhalt
(
text
);

    
fenster
->
zeichne
();

    
auto
 
rahmen1
 
=
 
std
::
make_shared
<
RahmenDekorierer
>
(
text
,
 
1
);

    
fenster
->
setInhalt
(
rahmen1
);

    
fenster
->
zeichne
();

    
auto
 
rahmen2
 
=
 
std
::
make_shared
<
RahmenDekorierer
>
(
text
,
 
2
);

    
auto
 
rahmen3
 
=
 
std
::
make_shared
<
RahmenDekorierer
>
(
rahmen2
,
 
1
);

    
fenster
->
setInhalt
(
rahmen3
);

    
fenster
->
zeichne
();

}

```

### Die Stream-Klassen der Java-Bibliothek
Eine Implementierung des Decorator-Musters stellen die Stream-Klassen in der Java-Bibliothek dar. Man dekoriert das konkrete Stream-Objekt mit Objekten, die neue Eigenschaften zu dem Stream hinzufügen und sich weiter dekorieren lassen. Dabei können Decorator-Objekte verwendet werden, die neue Statusinformationen hinzufügen oder solche, die neue Schnittstellen zur Verfügung stellen.

### Erweitern von GUI-Komponenten
Ein Textfeld soll mit einer Umrahmung „dekoriert“ werden.
Zwischen dem Aufrufer und dem Textfeldobjekt wird das entsprechende Dekoriererobjekt eingefügt. Das Dekoriererobjekt erzeugt die Umrahmung und übergibt den Kontrollfluss an das Textfeld. Da der Dekorierer dieselbe Schnittstelle hat, ändert sich aus der Sicht des Aufrufers nichts.

### Erweitern der Funktionalität von GUI-Komponenten
Jede Komponente stellt sich ab dem Ursprungspunkt (0, 0) dar; dies ist die eigentliche, zu dekorierende Klasse. Ein vorgeschalteter Dekorierer kann die Position verschieben, indem Darstellungs- und Mauskoordinaten-Aufrufe verändert werden.
Eine Spezialisierung davon ist ein Dekorierer, der zusätzlich eine feste Größe definiert, außerhalb derer nichts dargestellt werden kann. Eine weitere Spezialisierung erweitert den Darstellungsaufruf um einen darumliegenden Rahmen.
Ein zusätzlicher Dekorierer, der den ersten Dekorierer nochmals dekoriert, kann die Komponente unsichtbar werden lassen oder abschalten, indem Darstellungs- und Mausabfrage-Methoden wahlweise abgeblockt werden.
An diesem Beispiel sieht man auch, dass sich Vererbung und Delegation nicht ausschließen.

### Ein Beispiel in C#
In einem Abenteuerspiel gibt es Spielfiguren. Jede davon kann Drohungen ausstoßen. Eine konkrete Spielfigur ist beispielsweise ein Monster. Spielfiguren können sich zur Laufzeit Schnupfen und Husten einfangen – dann geht ihren Drohungen ein Schniefen bzw. Husten voraus.
Das folgende Programmbeispiel zeigt, wie das Dekorierer-Muster benutzt wird, um ein Monster zu verschnupfen und zu verhusten.
Wichtig dabei ist zu verstehen, dass nicht die Unterklassen VerschnupftesMonster, VerhustetesMonster, VerschnupftesVerhustetesMonster und VerhustetesVerschnupftesMonster gebildet werden. Dieser Ansatz würde bei Hinzunahme weiterer Attribute wie „wahnsinnig“ und „feuerspuckend“ zu einer exponentiellen Zunahme der Unterklassen führen – ganz abgesehen von unerträglichen Klassennamen wie VerhustetesVerschnupftesWahnsinnigesFeuerspuckendesMonster. Es werden nur die (Reihenfolgen von) Dekorationen erzeugt, die tatsächlich benötigt werden.
Man sieht zudem, dass der Client-Code von den Dekorierern nichts weiß, nachdem die dekorierten Objekte erzeugt wurden. Aus Sicht des Client-Codes lautet der Aufruf zum Drohen immer Spielfigur.Drohe().
```
using
 
System
;

namespace
 
DekoratorMuster

{

    
public
 
abstract
 
class
 
Spielfigur

    
{

        
public
 
abstract
 
void
 
Drohe
();

    
}

    
public
 
class
 
Monster
 
:
 
Spielfigur

    
{

        
public
 
override
 
void
 
Drohe
()

        
{

            
Console
.
WriteLine
(
"Grrrrrrrr."
);

        
}

    
}

    
public
 
abstract
 
class
 
Dekorierer
 
:
 
Spielfigur

    
{

        
private
 
Spielfigur
 
meineFigur
;

        
public
 
Dekorierer
(
Spielfigur
 
s
)

        
{

            
meineFigur
 
=
 
s
;

        
}

        
public
 
override
 
void
 
Drohe
()

        
{

            
meineFigur
.
Drohe
();

        
}

    
}

    
public
 
class
 
HustenDekorierer
 
:
 
Dekorierer

    
{

        
public
 
HustenDekorierer
(
Spielfigur
 
s
)

            
:
 
base
(
s
)

        
{
 
}

        
public
 
override
 
void
 
Drohe
()

        
{

            
Console
.
Write
(
"Hust, hust. "
);

            
base
.
Drohe
();

        
}

    
}

    
public
 
class
 
SchnupfenDekorierer
 
:
 
Dekorierer

    
{

        
public
 
SchnupfenDekorierer
(
Spielfigur
 
s
)

            
:
 
base
(
s
)

        
{
 
}

        
public
 
override
 
void
 
Drohe
()

        
{

            
Console
.
Write
(
"Schniff. "
);

            
base
.
Drohe
();

        
}

    
}

    
public
 
class
 
ClientCode

    
{

        
public
 
static
 
void
 
Main
()

        
{

            
Spielfigur
 
meinMonster
 
=
 
new
 
Monster
();

            
meinMonster
.
Drohe
();

            
Spielfigur
 
meinVerhustetesMonster
 
=
 
new
 
HustenDekorierer
(
meinMonster
);

            
meinVerhustetesMonster
.
Drohe
();

            
Spielfigur
 
meinVerschnupftesMonster
 
=
 
new
 
SchnupfenDekorierer
(
meinMonster
);

            
meinVerschnupftesMonster
.
Drohe
();

            
Spielfigur
 
meinVerschnupftesVerhustetesMonster
 
=
 
new
 
SchnupfenDekorierer
(
new
 
HustenDekorierer
(
meinMonster
));

            
meinVerschnupftesVerhustetesMonster
.
Drohe
();

            
Spielfigur
 
meinVerhustetesVerschnupftesMonster
 
=
 
new
 
HustenDekorierer
(
new
 
SchnupfenDekorierer
(
meinMonster
));

            
meinVerhustetesVerschnupftesMonster
.
Drohe
();

        
}

    
}

}

```

Die Ausgabe dieses Programms ist:
```
Grrrrrrrrr.
Hust, hust. Grrrrrrrrrr.
Schniff. Grrrrrrrrrr.
Schniff. Hust, hust. Grrrrrrrrrr.
Hust, hust. Schniff. Grrrrrrrrrr.
```

Ähnlich lassen sich Beispiele in C++ und anderen objektorientierten Programmiersprachen erstellen.

## Verwandte Muster
Im Vergleich zum Dekorierer, welcher die tatsächlich zu verwendende Klasse selbst wählt, muss bei dem Strategie-Muster die aufrufende Instanz explizit wissen, welche Varianten zur Verfügung stehen und welche daraus verwendet werden soll.
Ähnlich dem Dekorierer ist zudem noch das Kompositum-Entwurfsmuster.